# درداره
درداره (به عربی: الدردارة) روستایی فلسطینی، واقع در ۱۳ کیلومتری شمال شرق صفد بود.